# Le Violon enchanté

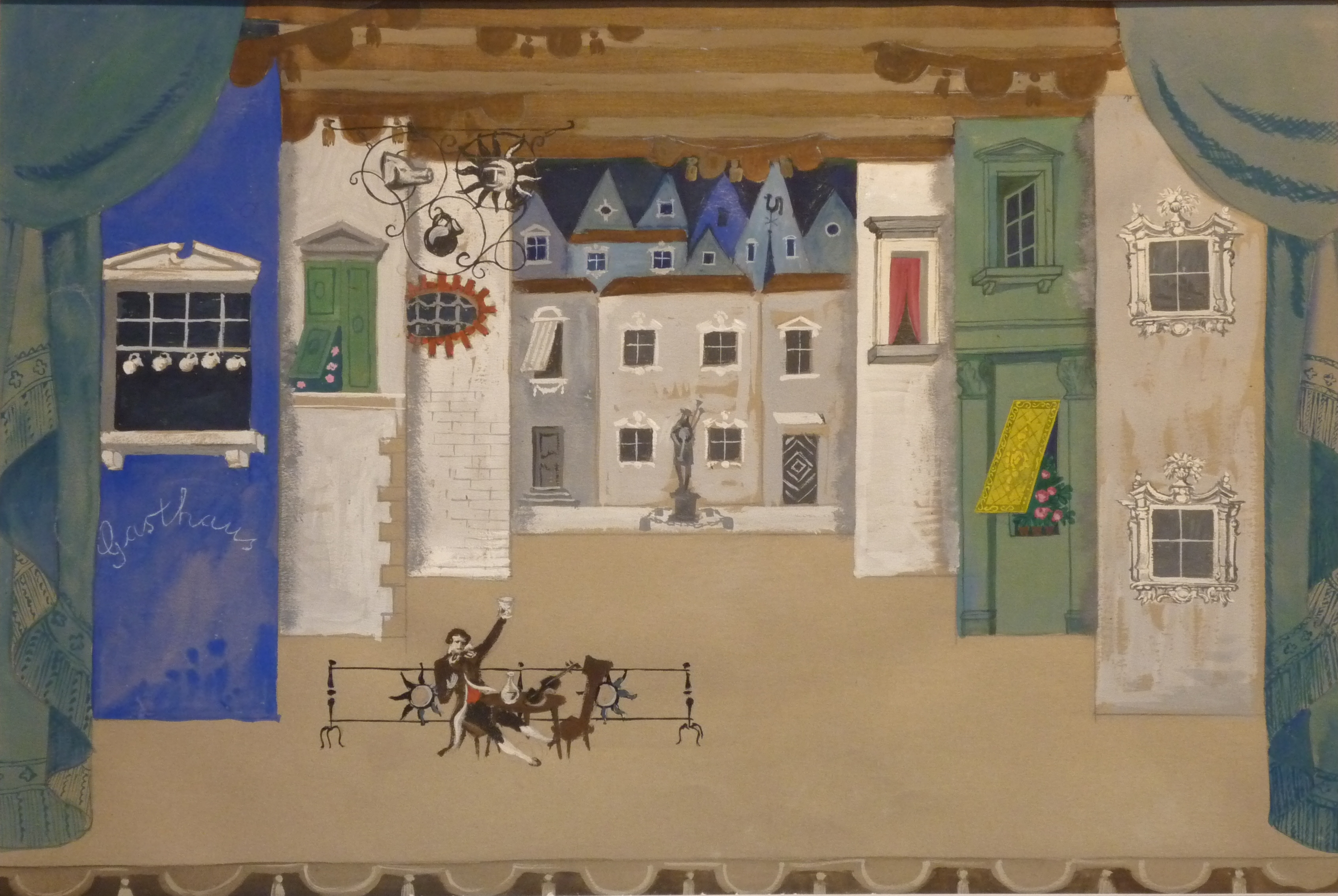
Le Violon enchanté

Le Violon enchanté (Die Zaubergeige) est un opéra en trois actes de Werner Egk sur un livret du compositeur et de Ludwig Andersen d'après le théâtre de marionnettes de Franz von Pocci. Il est créé le 22 mai 1935 à Francfort-sur-le-Main.

## Distribution
- Kaspar (baryton)
- Gretl (Soprano)
- Le paysan (basse)
- Ninabella (Soprano)
- Amandus (Ténor)
- Guldensack (Basse)
- Cuperus (Basse)
- Fangauf (Ténor)
- Schnapper (Basse)
- Le Maire (rôle parlé)
- Le juge (rôle parlé)
- Zwei Lakaien (rôle parlé)
- Un Officier (rôle parlé)